# Biega (Einheit)
Die Biega entspricht dem Joch und war ein Flächenmaß im Kaschmir.
- 1 Biega = 3600 Quadrat-Ilahy-Guz